# VL23

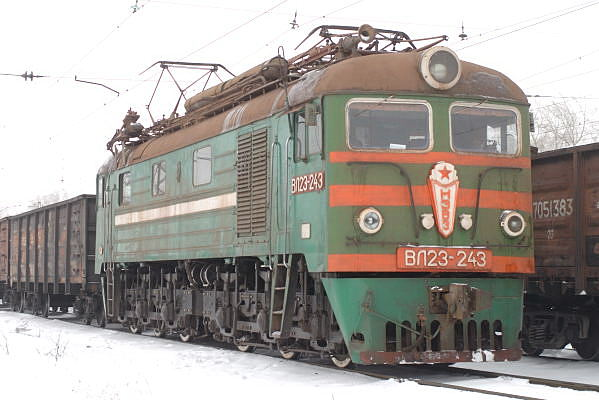
VL23-440 기관차

VL23(러시아어: ВЛ23)은 소련의 간선 화물 운송 전기 기관차 가운데 하나로 전기 공급 제식이 3,000볼트 직류 전철인 전기화 철도에 적용되었다. VL은 블라디미르 레닌의 머리글자이다. 1956년부터 1961년까지 489대가 생산되었다.
1954년 러시아에 위치한 노보체르카스크 전기 기관차 공장이 기존의 VL22 전기 기관차를 신형 여객 운송 범용 직류 전기 기관차로 교체하기 위해 제작되었다. VL23형 전기 기관차의 견인 메인 회로는 VL22형 기관차와 대략 동일하지만 신형 NB-406형 견인 전동기로 교체되어 기관차의 시간 출력이 3,150kW에 이른다. 기관차는 VL8형 전기 기관차와 통용되는 많은 부품을 병용했다.
1956년 1월 노보체르카스크 전기 기관차 공장이 1번째 VL23형 전기 기관차 2대의 시험 제작에 성공하였고 이어서 001호 기관차가 정강도 시험을 위하여 사용되었다. 실험 결과 기관차의 주행부 구조와 동력학 성능이 양호한 것으로 판명되었다. 002호 기관차는 남우랄 철도에서 견인과 제동 성능을 시험했다.

## 사양
- UIC 분류: Co'Co'
- 궤간: 1,520mm
- 축 중량: 137t
- 수류 전압: DC 3000V
- 최고 속도: 100km/시간
- 전동 방식: 직류-직류
- 견인 전동기: NB-407B × 8
- 견인 전력: 3,150kW (일시적), 2,820kW (지속시)